# Association générale des étudiants luxembourgeois
Die Association générale des étudiants luxembourgeois (ASSOSS) war von 1919 bis 1968 ein von Parteien und Kirche unabhängiger luxemburgischer Studentenverband.
1919 hatte ASSOSS zusammen mit dem Katholischen Akademikerverein (AV) die Union Nationale des Étudiants Luxembourgeois (UNEL) begründet, um gemeinsam die luxemburgischen Studenten im europäischen Dachverband Confédération internationale des étudiants (CIE) vertreten zu können.  Im Oktober 1933 ist das Zusammengehen beider Studentenorganisationen innerhalb der UNEL in politischem Streit auseinandergebrochen.